# Großsteingräber bei Bollensen
Die Großsteingräber bei Bollensen waren mehrere megalithische Grabanlagen unbekannter Zahl der jungsteinzeitlichen Trichterbecherkultur bei Bollensen, einem Ortsteil von Wrestedt im Landkreis Uelzen (Niedersachsen). Sie wurden im 19. Jahrhundert zerstört. Die Gräber befanden sich am westlichen Ortsrand von Groß Bollensen und bildeten eine kleine Gruppe. Sie wurden in den 1840er Jahren durch Georg Otto Carl von Estorff dokumentiert, aber nicht näher beschrieben. Über Ausrichtung, Maße und Grabtyp liegen keine Informationen vor.